# 高橋由明
高橋 由明（たかはし よしあき、1942年 - ）は、日本の経済学者、中央大学名誉教授。
北海道遠別町生まれ。1965年中央大学商学部卒業。1971年同大学院商学研究科博士課程中退。1985年「グーテンベルク経営経済学 基礎理論と体系」で中央大学より商学博士の学位を取得。1969年中央大学商学部助手・専任講師・助教授、1981年教授、2013年定年、名誉教授。

## 著書
- 『グーテンベルク経営経済学 基礎理論と体系』中央大学出版部 1983
- 『基礎と応用で学ぶ経営学 ひとつの国際比較』文眞堂 2006
- 『企業経済学の基礎 企業目的、歴史と理論、方法』中央大学出版部 2013

### 共編著
- 『教育訓練の日・独・韓比較』編著 中央大学出版部 中央大学企業研究所研究叢書 1996
- 『経営管理方式の国際移転 可能性の現実的・理論的諸問題』林正樹,日高克平共編著 中央大学出版部 中央大学企業研究所研究叢書 2000
- 『はじめて学ぶ人のための経営学』片岡信之,齊藤毅憲,佐々木恒男,渡辺峻共著 文眞堂 2000
- 『経営・商学系大学院生のための論文作成ガイドブック』片岡信之,齊藤毅憲,佐々木恒男,渡辺峻共編著 文眞堂 2004
- 『環境問題の経営学』鈴木幸毅共編著 ミネルヴァ書房 叢書現代経営学 2005
- 『はじめて学ぶ人のための経営学入門』片岡信之,齊藤毅憲,佐々木恒男,渡辺峻共著 文眞堂ブックス セメスターテキストシリーズ 2008
- 『アドバンスト経営学 理論と現実』片岡信之,齊藤毅憲, 佐々木恒男,渡辺峻共編著 中央経済社 2010
- 『失われた10年 バブル崩壊からの脱却と発展』建部正義,梅原秀継,田中廣滋共編著 石崎忠司監修 中央大学出版部 中央大学学術シンポジウム研究叢書 2010

### 翻訳
- マルコルム・ウォーナー,ヴィンセント・エドワーズ, ゲンナージー・ポロンスキー,ダニエル・プチコ,朱迎編『市場経済移行諸国の企業経営 ベルリンの壁から万里の長城まで』加藤志津子監訳 一ノ渡忠之,小山洋司, 酒井正三郎,蓮見雄共訳 昭和堂 2007
- 早川宏子,H.ドレス, S.ゾェダーマン共編著『スポーツ・マネジメントとメガイベント Jリーグ・サッカーとアジアのメガスポーツ・イベント』早川宏子共編訳 W.マンツェンライター,C.ラックスマン,S.テーリエセン, B.プレス,C.ゲマインダー,V.セギン執筆 文眞堂 2012

## 論文
- <高橋由明